# Пряма сума
Пряма сума модулів — в абстрактній алгебрі це комбінування декількох модулів в один більший модуль, який міститиме вихідні модулі як підмодулі.
Пряма сума застосовується до таких підвидів модулів як векторні простори та абелеві групи. Та може бути застосована до Банахових та Гільбертових просторів.

## Визначення
Якщо R є кільцем, та {\displaystyle \{M_{i}:\;i\in I\}} є сімейством лівих(правих) R-модулів, індексованих множиною I.
То прямою сумою модулів {Mi} є множина послідовностей {\displaystyle \ (\alpha _{i}),} де {\displaystyle \alpha _{i}\in M_{i}} та {\displaystyle \ \alpha _{i}\neq 0} для скінченної кількості індексів i. (Прямий добуток визначається аналогічно, але не вимагається скінченна кількість ненульових індексів.)
Пряма сума модулів зберігає структуру лівого (правого) модуля за допомогою покомпонентного додавання і множення на скаляр із кільця R.
{\displaystyle \bigoplus _{i\in I}M_{i}.}

## Властивості
- Пряма сума модулів Mi є підмодулем прямого добутку модулів Mi. Якщо множина I є скінченною, то поняття прямої суми та прямого добутку збігаються.
- Кожен з модулів Mi є підмодулем прямої суми. Тому довільний елемент прямої суми може бути єдиним чином представленим у вигляді суми елементів із Mi.
- Довільний векторний простір над полем K ізоморфний прямій сумі достатньої кількості копій K.

## Пряма сумма модулів з додатковою структурою
Якщо модулі мають додаткову структуру (норму чи скалярний добуток), то пряма сума теж матиме цю додаткову структуру, якщо ввести норму чи скалярний добуток як суму покомпонентних норм чи скалярних добутків.